# Пенсајд (Пенсилванија)
Пенсајд (енгл. Pennside) насељено је место без административног статуса у америчкој савезној држави Пенсилванија.

## Демографија
По попису из 2010. године број становника је 4.215.
| Група             | 2000.    | 2010.         |
| Белци             | 0 (0,0%) | 3.687 (87,5%) |
| Афроамериканци    | 0 (0,0%) | 115 (2,7%)    |
| Азијати           | 0 (0,0%) | 19 (0,5%)     |
| Хиспаноамериканци | 0 (0,0%) | 357 (8,5%)    |
| Укупно            | 0        | 4.215         |